# Trupanea keralaensis
Trupanea keralaensis är en tvåvingeart som beskrevs av Agarwal, Grewal et al. 1989. Trupanea keralaensis ingår i släktet Trupanea och familjen borrflugor. Inga underarter finns listade i Catalogue of Life.